# Pianosonate nr. 4 (Bax)
Arnold Bax voltooide zijn Pianosonate nr. 4 in 1932.
Het was de laatste pianosonate, die Bax zou voltooien, hij schreef later nog de Salzburg-sonate, maar dat werd later meer als een grapje gezien. De muze van Bax, Harriet Cohen gaf zowel de Amerikaanse/wereldpremière als de Britse première van dit werk op respectievelijk 1 februari 1934 en 18 mei 1934. Bax schreef dat hij met name tevreden was over het langzame middendeel, dat hem deed denken de betovering van de zee en zon in West-Ierland. 
Het werk is geschreven in G majeur en kent drie ongeveer gelijkdurende delen:
- Allegro giusto
- Allegretto quasi andante (very delicate throughout)
- Allegro

Het werk is opgedragen aan pianist Charles Lynch.
Opnamen:
- Uitgave Lyrita: Iris Loveridge (1985-1963)
- UitgaveNaxos: Ashley Wass in 2003
- Uitgave Chandos: Eric Parkin in 1985
- Uitgave Oehms: Michael Endres
- uitgave British Music Society: Malcolm Binns